# Liburnia breviceps
Liburnia breviceps är en insektsart som först beskrevs av Dozier 1922.  Liburnia breviceps ingår i släktet Liburnia och familjen sporrstritar. Inga underarter finns listade i Catalogue of Life.